# جوجل ون
جوجل ون (بالإنجليزية: Google One)‏ هي خدمة تخزين سحابي بمقابل مادي تم تطويرها من قبل شركة جوجل، هذه الخدمة هي بديل عن الخدمة مدفوعة الأجر التابعة لجوجل درايف.
يبدأ كل حساب في جوجل بمساحة 15 جيجابايت تقريبا من السعة التخزينية المجانية المشتركة على منصات جوجل درايف وجي ميل وصور جوجل. تقدم جوجل ون، خدمات تخزين سحابي تبدأ من 100 جيجابايت بحد أقصى 30 تيرا بايت.
استبدلت جوجل ون الخدمات المدفوعة لها على جوجل درايف للتأكيد على حقيقة أن البرنامج يستخدم بواسطة خدمات جوجل المتعددة. لا يمكن للمستخدمين الوصول إلى مساحة التخزين الأولية للبرنامج لكن يمكنهم إضافة أو إزالة ميزة رسائل البريد الإلكتروني، الملفات، الصور من خلال جوجل درايف وجي ميل وصور جوجل.

## التاريخ
تم الإعلان عن تطبيق جوجل ون في مايو 2018. سيتم ترقية خطة 1 تيرا بايت إلى 2 تيرا بايت بنفس سعر 1 تيرا بايت 9.99 دولار أمريكي. أعلنت أيضا عن توفير خدمات الدعم على مدار الساعة طوال أيام الأسبوع 24/7.
من مايو 2018 إلى أغسطس، بدأت جوجل في ترقية مستخدمي جوجل درايف إلى جوجل ون وترقية السعة الإنتاجية من تيرا بايت إلى 2 تيرا بايت. في 15 أغسطس 2018، أعلنت جوجل أنه يمكن لجميع المستخدمين الوصول إلى جوجل ون في الولايات المتحدة مجانا، لكنهم لن يحصلوا على أي مزايا للأعضاء أو سعة تخزين إضافية.

## التخزين
يمكن الدخول إلى مساحة تخزين جوجل ون عن طريق الجي ميل، جوجل درايف، صور جوجل. تعتبر تكلفة السعة التخزينية أرخص قليلا من تكلفة خطط جوجل درايف الأخرى. قامت جوجل أيضا بإزالة خطة 1 تيرا بايت الخاصة بها وأضافت خطة 200 جيجا بايت، بالإضافة إلى خفض سعر خطة 2 تيرا بايت من 19.99 دولار شهريا إلى 9.99 دولار أمريكي.
في أغسطس 2019، أعلنت جوجل عن خطط التخزين الجديدة لها:
| الخطة         | دولار أمريكي (في 15 أغسطس 2018) | دولار أمريكي (في 15 أغسطس 2018) | جنيه إسترليني (في 29 ديسمبر 2020) | جنيه إسترليني (في 29 ديسمبر 2020) |
| الخطة         | شهريا                           | سنويا                           | شهريا                             | سنويا                             |
| ------------- | ------------------------------- | ------------------------------- | --------------------------------- | --------------------------------- |
| 15 جيجا بايت  | مجاني                           | مجاني                           | مجاني                             | مجاني                             |
| 100 جيجا بايت | $1.99                           | $19.99                          | £1.59                             | £15.99                            |
| 200 جيجا بايت | $2.99                           | $29.99                          | £2.49                             | £24.99                            |
| 2 TB          | $9.99                           | $99.99                          | £7.99                             | £79.99                            |
| 10 تيرا بايت  | $49.99                          | غير معروف                       | غير معروف                         | غير معروف                         |
| 20 تيرا بايت  | $99.99                          | غير معروف                       | غير معروف                         | غير معروف                         |
| 30 تيرا بايت  | $149.99                         | غير معروف                       | غير معروف                         | غير معروف                         |

تجدد مشتريات التخزين تلقائيا في نهاية فترة كل اشتراك. يمكن للمستخدمين ترقية خطة التخزين الخاصة بهم في أي وقت، تفعل الخطة الجديدة فوريا. يمكن للفرد مشاركة السعة التخزينية مع 5 أفراد إضافيين من العائلة، يحصل كل شخص منهم على 15 جيجا بايت.
يتم احتساب الملفات في مساحة التخزين الإفتراضية المجانية قبل الاعتماد على مساحة التخزين المشتركة. لا تشغل العديد من عناصر جوجل أي مساحة مثل محرر مستندات جوجل، نماذج جوجل، جداول جوجل، المواقع والعروض التقديمية. بينما تستهلك الملفات أو الملفات المشتركة في «تمت مشاركتها معي». لا تشغل الصور أو مقاطع الفيديو التي تستخدم إعداد «جودة عالية» أي مساحة لكنها تكون أقل جودة من الفيديو الأصلي. تسمح هواتف جوجل بيكسل لمستخدمينها بالنسخ الاحتياطي لعدد غير محدود من مقاطع الفيديو والصور التي لا تحجز مساحة من السعة.
أعلنت جوجل ون أنها لن تقدم مساحة تخزين مجانية غير محدودة سواء للفيديوهات أو للصور ذات جودة العالية كما كانت تقدم في الماضي اعتبارا من 1 يونيو 2021. هذا يعني أنه من ذلك التاريخ سيتم احتساب الصور والفيديوهات ضمن 15 جيجا بايت الخاصة بك.

## جوجل ون في بي إن
جوجل ون في بي إن، خدمة شبكة افتراضية خاصة توفرها مجموعة جوجل كجزء من خدمة جوجل ون. يوفر البرنامج الخصوصية والأمان حيث تقوم بتشفير حركة مرور المستخدمين على الويب وإخفاء عناوين بروتوكول الإنترنت الخاصة بهم. التطبيق متاح لمستخدمي جوجل ون أندرويد في خطة 2 تيرا بايت في بلدان محددة.

## المميزات
يحصل مستخدمو البرنامج على:
- دعم من خبراء جوجل لجميع خدمات جوجل. الدعم مفتوح 24/7 على مدار الساعة طوال أيام الأسبوع، متاح عبر الدردشة والبريد الإلكتروني والهاتف.[3]
- النسخ الاحتياطي التلقائي للهاتف على من خلال تطبيق جوجل ون.
- يحصل مستخدمو خطة 2 تيرا بايت على إمكانية الوصول إلى أي شبكة في بي إن للأجهزة المحمولة التي تدعم نظام أندرويد.
- يحصل مستخدمو خطة 200 جيجا بايت و2 تيرا بايت على إمكانية استعادة ما يصل إلى 10% من مشترياتهم في متجر جوجل.
- تقدم جوجل أيضا أرصدة على متجر جوجل بلاي والاستفادة من خدمات جوجل الأخرى.
- يمكن للفرد مشاركة السعة التخزينية مع 5 أفراد إضافيين من العائلة، يحصل كل شخص منهم على 15 جيجا بايت.[15]

## طالع أيضًا
- متجر جوجل
- جوجل درايف
- حساب جوجل
- جي ميل
- صور جوجل

## وصلات خارجية
- الموقع الرسمي